# Fred Vignaux
Pour les articles homonymes, voir Vignaux.
Fred Vignaux, de son vrai nom Frédéric Vignaux, né le 30 Décembre 1972 à Toulouse en France, est un dessinateur de bande dessinée français.

## Biographie
Fred Vignaux fait des études scientifiques à Toulouse et Montpellier puis trouve du travail à Lille. Il va ensuite s'installer à Paris pour se lancer comme dessinateur de bande dessinée et intègre une école de graphisme. Il rencontre Éric Pailharey qui scénarisera leurs premiers livres communs.
Il remporte le premier prix du festival de bande dessinée de Igny.
Il travaille quelques années pour des fanzines puis dessine en 2002 L'ombre des anciens. Edité par Pointe Noire, l'album sortira mais n'aura pas de suite, l'éditeur étant en faillite. Avec Éric Pailharey, ils vont créer des albums institutionnels sur des missions spatiales.
En 2007, F.Vignaux rencontre le scénariste Jean-Christophe Derrien. Ils créent la série Time Twins et produiront trois albums jusqu'en 2009. En 2010, F.Vignaux rencontre Patrick Hourcade, éditeur chez Glénat, et l'album L'appel des légendes sortira en 2011 dans la nouvelle collection Drugstore de cet éditeur.
En 2012, sur un scénario de Didier Convard et Eric Adam, il dessine Le pendule de Foucault. Comme le note O.Vrignon: "Le dessin et les couleurs de Fred Vignaux sont primordiaux pour soutenir ce récit bancal. Son découpage et ses cadrages sont dynamiques".
En 2014, il réalise le second titre d’une série historique ‘’Ils ont fait l’histoire” et dessine le volume consacré à ‘’Vercingétorix’’. De 2015 à 2018, il dessine la série Neige Origines scénarisée par Didier Convard et Eric Adam. Trois tomes seront publiés et AlainM note que le dessin rattrape un scénario plus faible: "Le dessin, bien que très classique, rend les scènes d’action très vivantes, les paysages sont superbes et les villes en ruines admirables".
En 2017 et 2018, F.Vignaux dessine les deux derniers albums du spin-off de Thorgal, Les Mondes de Thorgal - Kriss de Valnor pour Le Lombard. Depuis 2019, il reprend la série principale, son dessinateur d'origine (depuis 1977) Grzegorz Rosiński annonçant fin août 2018 qu'il arrête son travail sur cette dernière.

## Œuvre
- L'Appel des légendes, scénario d'Éric Pailharey, dessins de Fred Vignaux, Drugstore

1. Opération Claymore I, 2011  (ISBN 978-2-7234-7555-6)
2. Opération Claymore II, 2011  (ISBN 978-2-7234-8326-1)

- Arthur et la vengeance de Maltazard, scénario de Christophe Lemoine d'après Luc Besson, Glénat, collection Jeunesse

1. La Guerre des deux mondes, dessins de Cécile et Fred Vignaux, 2010  (ISBN 978-2-7234-7927-1)

- Cassini/Huygens - Objectif Titan, scénario d'Éric Pailharey, dessins de Fred Vignaux, Agence spatiale européenne, 2004  (ISBN 92-909275-5-0)
- Histoires et légendes normandes, scénario de Raphaël Tanguy, Association l'Eure du Terroir

1. Les Belles et les bêtes, dessins de Juan María Córdoba, Marcel Uderzo, Fred Vignaux, Elvire De Cock, Mika, Philippe Bringel, Cédric Pérez, Marc Charbonnel et Charline, 2009  (ISBN 978-2-9533278-1-6)

- L'Ombre des anciens, scénario d'Éric Pailharey, dessins de Fred Vignaux, Pointe Noire,

1. Voir Flarbeuf et déguerpir, 2002  (ISBN 2-84553-049-8)

- Le Pendule de Foucault[10], scénario de Didier Convard et Éric Adam, dessins de Fred Vignaux, Glénat, collection Grafica, 2012  (ISBN 978-2-7234-8845-7)
- Time Twins, scénario de Jean-Christophe Derrien, dessins de Fred Vignaux, Le Lombard

1. 15/02/29, 2007  (ISBN 978-2-8036-2266-5)
2. 22/08/79, 2008  (ISBN 978-2-8036-2403-4)
3. 06/07/09, 2009  (ISBN 978-2-8036-2530-7)

- Les Mondes de Thorgal - Kriss de Valnor, avec Xavier Dorison et Mathieu Mariolle au scénario, Le Lombard

1. La Montagne du temps, novembre 2017  (ISBN 978-2-8036-3702-7)
2. Le Maître de justice, octobre 2018  (ISBN 978-2-8036-7283-7)

- Thorgal, avec Yann au scénario, Le Lombard

1. L'Ermite de Skellingar, novembre 2019  (ISBN 978-2-8036-7372-8)
2. La Selkie, novembre 2020  (ISBN 978-2-8036-7718-4)
3. Neokóra, novembre 2021  (ISBN 2-8036-8031-9)
4. Tupilaks, novembre 2022  (ISBN 978-2-8082-0347-0)

- Vercingétorix [11], Didier Convard, Stéphane  Bourdin et Éric Adam (scénario), Fred  Vignaux (dessin), 2014, Glénat-Fayard, collection « Ils ont fait l'Histoire », réédition en 2019 (collection « Le Monde présente »)[12].